# Incident Laconia

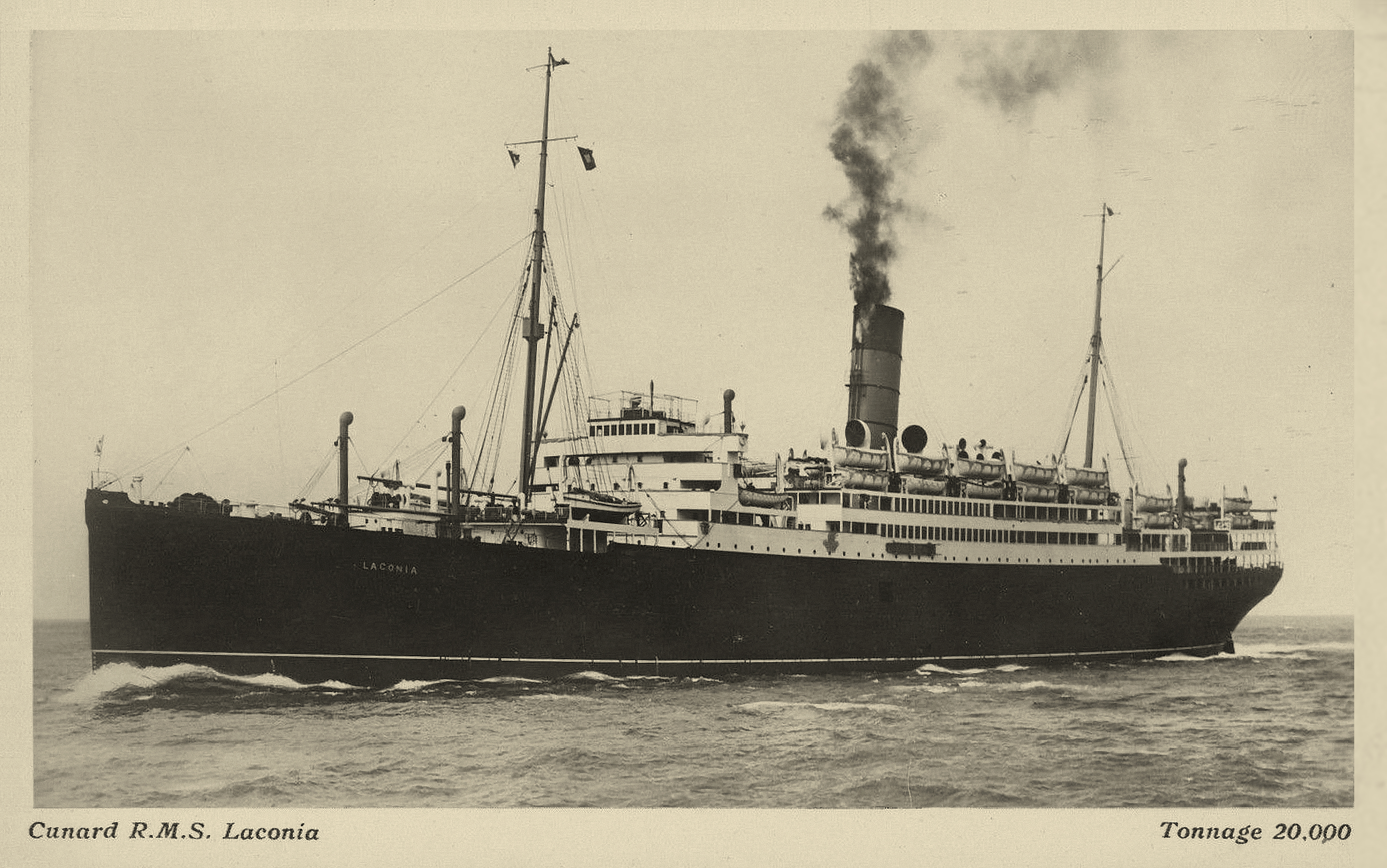
Parník RMS Laconia na pohlednici z roku 1921

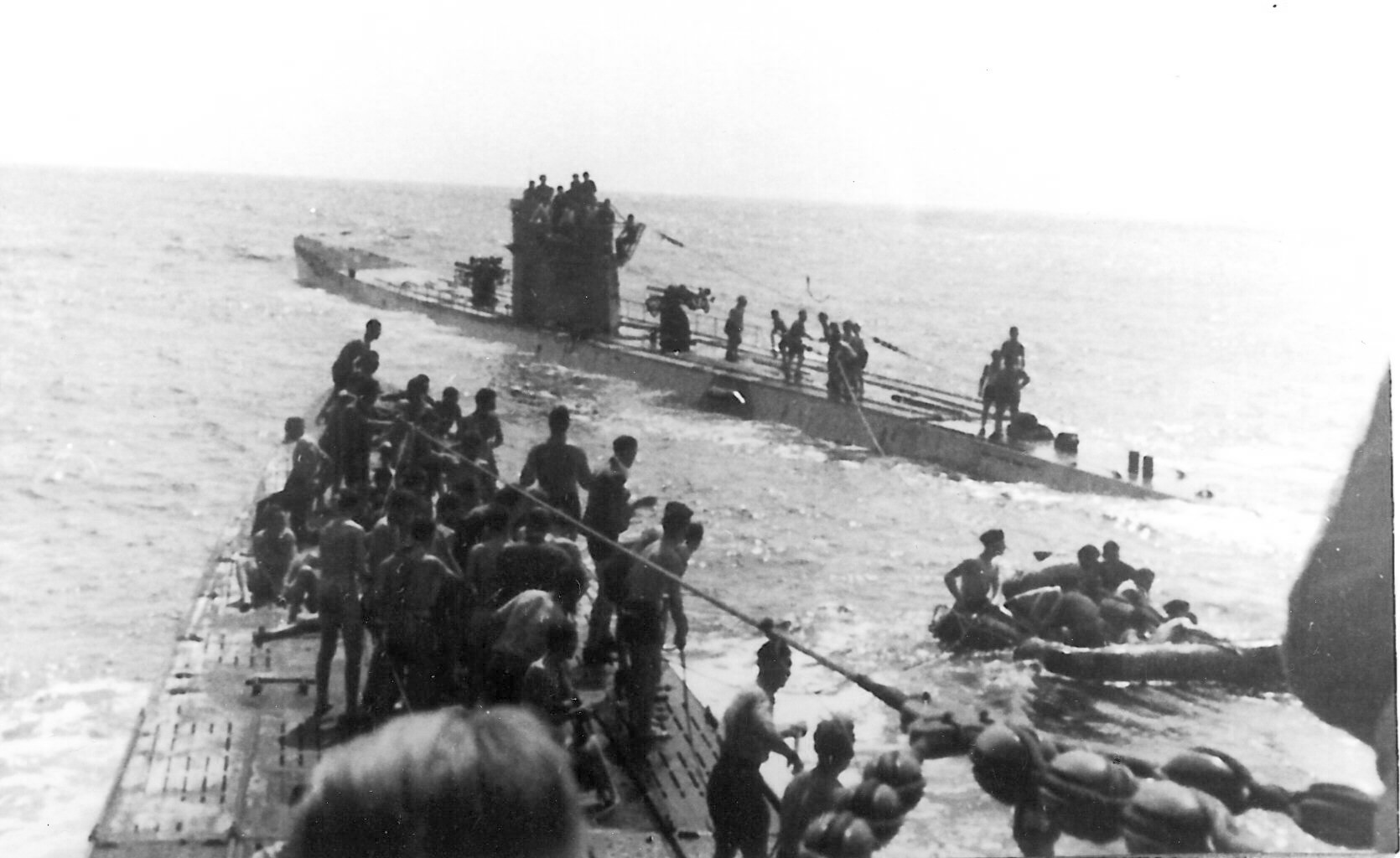
Přeživší trosečníci z RMS Laconia na palubách ponorek U-156 a U-506

Incident Laconia se odehrál dne 12. září 1942 za druhé světové války, kdy u západního afrického pobřeží v Atlantském oceánu mezi ostrovem Ascension a Libérií, torpédovala německá ponorka U-156, vedená korvetním kapitánem W. Hartensteinem, britský civilní parník RMS Laconia, který převážel přibližně 80 civilistů, 268 britských vojáků a kolem 1800 italských válečných zajatců, jež střežilo 160 polských vojáků.

## Průběh incidentu
Při torpédovém útoku německé ponorky U-156 na anglickou loď RMS Laconia bylo výbuchem usmrceno asi 450 italských zajatců a zničena část záchranných člunů. Poté, co posádka ponorky při obhlídce potápějící se lodi zaslechla na hladině italské hlasy, rozhodla se italským trosečníkům pomoci, protože Německo a Itálie byly v té době spojenci. U-156, která musela být posléze kvůli davu trosečníků na palubě vynořená více než dva a půl dne, okamžitě svolala záchrannou operaci, do níž se zapojily i další ponorky. 15. září to konkrétně byla U-506 (Kapitán-poručík Erich Wüdemann) a po dalších pár hodinách U-507 (Korvetní kapitán Harro Schacht, obě ponorky řady IX/C) a také italská ponorka Camppellini. Tyto čtyři ponorky se zachráněnými trosečníky, směřující po dokončení záchranných akcí k domluvenému místu setkání s loděmi vichistické Francie, které měly přeživší trosečníky převzít, byly ovšem dne 16. září v 11.25 napadeny spojeneckým bombardérem B-24 Liberator. Letadlo se zaměřilo na ponorku U-156 a zaútočilo i přesto, že se na její horní palubě daly rozpoznat stovky trosečníků, byly na ní vyvěšeny prapory s červeným křížem a spolu s ostatními ponorkami za sebou táhla několik záchranných člunů. Jedna z bomb dopadla do bezprostřední blízkosti člunů s trosečníky vlečených za U-156 a v okamžiku jich stovky usmrtila. Další dopady v její blízkosti lehce U-156 poškodily. Hartenstein byl nucen nařídit odvázání člunů, trosečníkům nařídil naskákat do moře a vydal rozkaz k ponoření U-156 spolu s U-506 a 507, čímž bylo několik stovek trosečníků na horní palubě odsouzeno na jistou smrt. 17. září dorazily na místo vichistické lodě, aby zachránily zbylých asi 1100 přeživších.
Na obhajobu amerického náletu však bylo v odborné publikaci Origin of the Laconia Order od autorů Maurera a Paszezka konstatováno, že:
- Nebylo toho času podle mezinárodních úmluv dovoleno, aby válečné plavidlo plulo pod vlajkou Červeného kříže
- Na palubě se nacházeli vesměs jen italští (nepřátelští) vojáci
- Spojenci se navíc obávali, že by německé ponorky mohly odhalit a nahlásit polohu významného vojenského a zásobovacího letiště a ropných nádrží na ostrově Ascension

## Rozkaz Laconia
Incident měl dopad na německé válečné námořnictvo (Kriegsmarine). Admirál a tehdejší vrchní velitel německého ponorkového loďstva Karl Dönitz, který byl po válce při Norimberském procesu odsouzen na 10 let za zločiny proti míru, za porušování lidských práv, plánování a vedení agresivní války, válečných zločinů a zločinů proti lidskosti (ale v bodě Rozkaz Laconia osvobozen), takzvaným Rozkazem Laconia (německy Laconia-Befehl), výslovně posádkám ponorek zakázal poskytovat pomoc trosečníkům z potopených lodí. V rozkazu admirál Dönitz uvedl, že všichni si musí uvědomit, že cílem není jen potopení lodě, ale i zničení jejich posádek. Vyzval k tvrdosti a nemilosrdnosti.
|  | 1. Jegliche Rettungsversuche von Angehörigen versenkter Schiffe, also auch das Auffischen Schwimmender und Anbordgabe auf Rettungsboote, Aufrichten gekenterter Rettungsboote, Abgabe von Nahrungsmitteln und Wasser haben zu unterbleiben. Rettung widerspricht den primitivsten Forderungen der Kriegsführung nach Vernichtung feindlicher Schiffe und deren Besatzungen. 2. Die Befehle über das Mitbringen von Kapitänen und Chefingenieuren bleiben bestehen. 3. Schiffbrüchige nur dann retten, wenn ihre Aussagen für das Boot von Wichtigkeit sind. 4. Bleibt hart. Denkt daran, daß der Gegner bei seinen Bombenangriffen auf deutsche Städte keine Rücksicht auf Frauen und Kinder nimmt! | 1. Jakékoliv pokusy o pomoc příslušníkům potopených lodí, tedy i záchrana plovoucích a naloďujících se na záchranné čluny, narovnávání převrácených záchranných člunů, zásobování potravinami a vodou se neprovádějí. Záchrana odporuje nejprimitivnějším požadavkům vedení války – zničení nepřátelských lodí a jejich posádek. 2. Rozkazy o přivedení kapitánů a šéfinženýrů zůstávají v platnosti. 3. Ztroskotance zachraňovat jedině tehdy, pokud jsou jejich výpovědi pro ponorku důležité. 4. Zůstaňte tvrdí. Myslete na to, že nepřítel při bombových náletech na německá města nebere žádné ohledy na ženy a děti! |